# 思劳镇
思劳镇，是中华人民共和国广东省云浮市云城区下辖的一个乡镇级行政单位。

## 行政区划
思劳镇下辖以下地区：
思劳社区、城村、双羌村、思劳村、江尾村、鸡村、旧村、都老村、布里村、冲坑村、周村、降坑村、古律村、云贡村和云初村。